# ATC-kod L01: Cytostatiska/cytotoxiska medel
ATC-kod L01: Cytostatiska/cytotoxiska medel är en del av klassificeringssystemet ATC (Anatomical Therapeutic Chemical Classification System) för läkemedel och vissa andra medicinska produkter. ATC utvecklas av WHO och består av alfanumeriska koder indelade i grupper utifrån anatomi, medicinsk funktion och läkemedelstyp på 5 olika kodnivåer. Denna sida utgör innehållet i en specifik grupp på nivå 2.

## L01A Alkylerande medel

### L01AA Kvävesenapsgasanaloger
L01AA01 Cyklofosfamid
L01AA02 Klorambucil
L01AA03 Melfalan
L01AA05 Klormetin
L01AA06 Ifosfamid
L01AA07 Trofosamid
L01AA08 Prednimustin

### L01AB Alkylsulfonater
L01AB01 Busulfan
L01AB02 Treosulfan
L01AB03 Mannosulfan

### L01AC Aziridiner
L01AC01 Tiotepa
L01AC02 Triazikvon
L01AC03 Karbakvon

### L01AD Nitrosureaföreningar
L01AD01 Karmustin
L01AD02 Lomustin
L01AD03 Semustin
L01AD04 Streptozocin
L01AD05 Fotemustin
L01AD06 Nimustine
L01AD07 Ranimustin

### L01AG Epoxider
L01AG01 Etoglucid

### L01AX Övriga alkylerande medel
L01AX01 Mitobronitol
L01AX02 Pipobroman
L01AX03 Temozolomid
L01AX04 Dakarbazin

## L01B Antimetaboliter

### L01BA Folsyraanaloger
L01BA01 Metotrexat
L01BA03 Raltitrexed
L01BA04 Pemetrexed

### L01BB Purinanaloger
L01BB02 Merkaptopurin
L01BB03 Tioguanin
L01BB04 Kladribin
L01BB05 Fludarabin
L01BB06 Klofarabin
L01BB07 Nelarabin

### L01BC Pyrimidinanaloger
L01BC01 Cytarabin
L01BC02 Fluorouracil
L01BC03 Tegafur
L01BC04 Karmofur
L01BC05 Gemcitabin
L01BC06 Capecitabin
L01BC52 Fluorouracil, kombinationer
L01BC53 Tegafur, kombinationer

## L01C Mitoshämmare

### L01CA Vinca-alkaloider
L01CA01 Vinblastin
L01CA02 Vinkristin
L01CA03 Vindesin
L01CA04 Vinorelbin

### L01CB Podofyllotoxinderivat
L01CB01 Etoposid
L01CB02 Teniposid

### L01CC Kolchicinderivat
L01CC01 Demekolcin

### L01CD Taxaner
L01CD01 Paclitaxel
L01CD02 Docetaxel

### L01CX Övriga växtalkaloider och naturprodukter
L01CX01 Trabektedin

## L01D Cytotoxiska antibiotika och närbesläktade substanser

### L01DA Aktinomyciner
L01DA01 Daktinomycin

### L01DB Antracykliner och närbesläktade substanser
L01DB01 Doxorubicin
L01DB02 Daunorubicin
L01DB03 Epirubicin
L01DB04 Aklarubicin
L01DB05 Zorubicin
L01DB06 Idarubicin
L01DB07 Mitoxantron
L01DB08 Pirarubicin
L01DB09 Valrubicin

### L01DC Övriga cytotoxiska antibiotika
L01DC01 Bleomycin
L01DC02 Plicamycin
L01DC03 Mitomycin

## L01X Övriga cytostatiska/cytotoxiska medel

### L01XA Platinaföreningar
L01XA01 Cisplatin
L01XA02 Karboplatin
L01XA03 Oxaliplatin

### L01XB Metylhydraziner
L01XB01 Prokarbazin

### L01XC Monoklonala antikroppar
L01XC01 Edrecolomab
L01XC02 Rituximab
L01XC03 Trastuzumab
L01XC04 Alemtuzumab
L01XC05 Gemtuzumab
L01XC06 Cetuximab
L01XC07 Bevacizumab
L01XC08 Panitumumab
L01XC11 Ipilimumab
L01XC17 Nivolumab

### L01XD Fotodynamiska medel
L01XD01 Porfimer natrium
L01XD02 Verteporfin
L01XD03 Metylaminolevulinat
L01XD04 Aminolevulinsyra
L01XD05 Temoporfin

### L01XE Proteinkinas inhibitor
L01XE01 Imatinib
L01XE02 Gefitinib
L01XE03 Erlotinib
L01XE04 Sunitinib
L01XE05 Sorafenib
L01XE06 Dasatinib
L01XE07 Lapatinib
L01XE08 Nilotinib
L01XE09 Temsirolimus

### L01XX Övriga cytostatiska/cytotoxiska medel
L01XX01 Amsakrin
L01XX02 Asparaginas
L01XX03 Altretamin
L01XX05 Hydroxikarbamid
L01XX07 Lonidamine
L01XX08 Pentostatin
L01XX09 Miltefosin
L01XX10 Masoprocol
L01XX11 Estramustin
L01XX14 Tretinoin
L01XX16 Mitoguazon
L01XX17 Topotecan
L01XX18 Tiazofurin
L01XX19 Irinotekan
L01XX20 Antineoplastiska medel
L01XX22 Alitretinoin
L01XX23 Mitotan
L01XX24 Pegaspargas
L01XX25 Bexaroten
L01XX27 Arseniktrioxid
L01XX28 Imatinib
L01XX29 Denileukin diftitox
L01XX31 Gefitinib
L01XX32 Bortezomib
L01XX33 Celecoxib
L01XX34 Erlonitib
L01XX35 Anagrelid

### Engelska
- WHO Collaborating Centre for Drug Statistics Methodology - ATC Index
- WHO Collaborating Centre for Drug Statistics Methodology - ATCvet Index

### Svenska
- SIL online
- FASS.se - ATC
- FASS.se - Veterinär-ATC
- Sök läkemedelsfakta - Läkemedelsverket
- Socialstyrelsen : Klassifikationer
- Nationellt produktregister för läkemedel - NPL